# Multiusos de Guimarães
O Multiusos de Guimarães é uma arena polivalente dos vários equipamentos da Cidade Desportiva de Guimarães, Portugal. A Nave António Magalhães, nome em homenagem pelo serviço prestado pelo antigo presidente da câmara, é principalmente utilizada para receber feiras, exposições, congressos, concertos e eventos desportivos desde a sua inauguração em 17 de novembro de 2001.
Esta obra com arquitetura de autoria do Pitágoras Group tem capacidade total para 7 603 lugares, dependendo da disposição pretendida pelos promotores, sendo que para desportos de pavilhão possui 3 592 lugares sentados.
Este edifício proporciona diversas atividades com o grande auditório a poder se adaptar para os diferentes eventos culturais e desportivos que ali acorram, apresentando ainda outros espaços de suporte como as 3 salas de conferências, a área destinada à Imprensa, o hall de entrada com serviços de apoio ao público e ainda um restaurante - self service.
Foi seleccionado pela emissora RTP como um dos possíveis candidatos a sediar a final do Festival Eurovisão da Canção 2018 em solo luso, tendo, no entanto, sido o palco da grande final do Festival RTP da Canção de 2018, no dia 4 de março de 2018, que elegeu a música O Jardim que viria a representar Portugal nesse mesmo ano.